# Lars-Åke Thessman
Lars-Åke Thessman, född 5 maj 1947 i Johannebergs församling i Göteborg, är en svensk tecknare, scenograf och kostymskapare  verksam vid ett flertal svenska teatrar och operahus. Han har även utfört scenografi för operaföreställningar i Bonn, Köpenhamn, London, Prag och York.

## Biografi

### Utbildning
Thessman studerade  teckning, måleri och skulptur 1968–70 vid Kursverksamhetens konstskola i Göteborg. Han är utbildad inredningsarkitekt vid  Konstindustriskolan  i Göteborg 1970–74. Därefter studerade han scenografi vid Teater- och filmhögskolan i Stockholm 1974–76.

### Karriär
Lars-Åke Thessman har arbetat inom opera och musikteater på de flesta stora scener i Sverige. Han har svarat för en lång rad uppsättningar med scenografi och kostymdesign på Dramaten, Stockholms Stadsteater, GöteborgsOperan, Stora Teatern i Göteborg, Göteborgs stadsteater, Folkoperan, Wermland Opera och Norrlandsoperan liksom vid Drottningholms slottsteater, Ulriksdals slottsteater och Nobelbanketten.
På operan i Göteborg har han svarat för scenografin i ett tjugotal uppsättningar bland andra: Resan till Reims (1997), Glada änkan (1997), Wozzeck (1999), K. Beskrivning av en kamp (2005), La traviata (2007), Macbeth (2008), Rucklarens väg (2010), Rusalka (2012), Orfeus och Eurydike (2014) och De sju dödssynderna (2017) kombinerad med Gianni Schicchi (2017) och Döden i Venedig (2020) inställd – samtliga föreställningar i regi av David Radok. Senaste uppsättningen för Göteborgsoperan är Herr Arnes penningar (2022) i regi av Mattias Ermedahl.
Han har även gjort scenografin till Elektra (1999), Lulu (2002), Rosenkavaljeren (2002), Kvinnan utan skugga (2004), Parsifal (2007) och Goya (2009) och Alcina (2011) i regi av Yannis Houvardas.
På Kungliga Operan har han bland annat gjort scenografi till Hoffmanns äventyr (1990), Boccaccio (1992), Aida (1994), Boris Godunov (1996), Orlando (2000), Batseba (2008) och Salome (2013) samt Drömmen om Svansjön (2017).
Utomlands har han arbetat för Det Kongelige Teater, Theater Bonn och Prags Nationalteater. NorrlandsOperans uppsättning av Den Bergtagna gästspelade 1988 på Royal Theatre i York.  Barbican Center i London gästades 1992 med The Drottningholm Court Theatre Saga. Denna produktionen var speciellt framtagen och producerad på beställning av Barbican Center. Scenografin utgjordes av en modifierad version av Drottningholmsteaterns scen och scenmaskineri.   
Thessman har undervisat vid Konsthögskolan Valand i Göteborg och Kunsthøgskolen i Oslo samt dåvarande Teaterhögskolan i Stockholm. Han har ställt ut sina skisser och modeller på Galleri Stenlund i Stockholm, Göteborgs stadsmuseum, Centre Culturel Suédois och scenografi-quadrinalen i Prag. Sedan 1990 är Thessman representerad på Nationalmuseum. Thessman är även representerad vid Scenkonstmuseet.

### Utmärkelser
- Tillsammans med kostymdesignern Karin Erskine, erhållit guldmedaljen vid scenografi-quadrinalen i Prag för scenografi och kostymdesign till Elektra, 2003.

- Svenska Dagbladets operapris, 2005.

- Tidskriften Operas pris för säsongen 2006–07.[26][27]

- Lidmanpriset för "ett visionärt och mångfacetterat scenografiskt bildspråk med kraft att stödja och fördjupa den sceniska berättelsen", 2013.[28]

- H.M. Konungens medalj, 8:e storleken (med högblått band), 2018.[29]

## Teater och opera

### Scenografi och kostym (ej komplett)
| År   | Produktion                                  | Upphovsmän                                       | Regi             | Teater                 | Noter       |
| ---- | ------------------------------------------- | ------------------------------------------------ | ---------------- | ---------------------- | ----------- |
| 1982 | Brott och straff                            | Fjodor Dostojevskij                              | Jan Håkanson     | Stockholms stadsteater | Kostym      |
| 1997 | Resan till Reims                            | Gioachino Rossini                                | David Radok      | Göteborgsoperan        | Scenografi  |
| 1997 | Den glada änkan                             | Franz Lehár                                      | Johanna Garpe    | Göteborgsoperan        | Scenografi  |
| 1997 | Tolvskillingsoperan Die Dreigroschenoper    | Bertolt Brecht och Kurt Weill                    | Gunilla Berg     | Göteborgs stadsteater  | Scenografi  |
| 1999 | Wozzeck                                     | Alban Berg                                       | David Radok      | Göteborgsoperan        | Scenografi  |
| 1999 | Elektra                                     | Richard Strauss                                  | Yannis Houvardas | Göteborgsoperan        | Scenografi  |
| 2001 | Aida                                        | Giuseppe Verdi                                   | Knut Hendriksen  | Göteborgsoperan        | Scenografi  |
| 2002 | Rosenkavaljeren Der Rosenkavalier           | Richard Strauss och Hugo von Hofmannsthal        | Yannis Houvardas | Göteborgsoperan        | Scenografi  |
| 2005 | K. Beskrivning av en kamp                   | Jan Sandström, Josef Kroutvor och David Radok    | David Radok      | Göteborgsoperan        | Scenografi  |
| 2010 | Rucklarens väg The Rake's Progress          | Igor Stravinskij, W.H. Auden och Chester Kallman | David Radok      | Göteborgsoperan        | Scenografi  |
| 2011 | Alcina                                      | Georg Friedrich Händel                           | Yannis Houvardas | Göteborgsoperan        | Scenografi  |
| 2012 | La traviata                                 | Giuseppe Verdi och Francesco Maria Piave         | David Radok      | Operaen på Holmen      | Scenografi  |
| 2012 | Rusalka                                     | Antonín Dvořák och Jaroslav Kvapil               | David Radok      | Göteborgsoperan        | Scenografi  |
| 2013 | Salome                                      | Richard Strauss och Hedwig Lachmann              | Sofia Jupither   | Kungliga Operan        | Scenografi  |
| 2014 | Orfeus och Eurydike Orfeo ed Euridice       | Christoph Willibald Gluck                        | David Radok      | Göteborgsoperan        | Scenografi  |
| 2017 | Drömmen om Svansjön                         | Pjotr Tjajkovskij                                | Pär Isberg       | Kungliga Operan        | Scenografi. |
| 2020 | Döden i Venedig - Föreställningen inställd. | Benjamin Britten                                 | David Radok      | Göteborgsoperan        | Scenografi. |
| 2022 | Herr Arnes penningar                        | Gösta Nystroem                                   | Mattias Ermedahl | Göteborgsoperan        | Scenografi. |